# Kozariwka (obwód winnicki)
Kozariwka (ukr. Козарівка) – wieś na Ukrainie, w obwodzie winnickim, w rejonie barskim. W 2001 roku liczyła 366 mieszkańców.